# کوکوی بال‌بلوطی
کوکوی بال بلوطی (نام علمی: Clamator coromandus) نام یک گونه از تیره کوکو است.